# Ernest Swinton
Sir Ernest Dunlop Swinton (født 21. oktober 1868 i Bangalore, Indien, død 15. januar 1951) var en britisk officer med rang af generalmajor (Major General), krigskorrespondent og militærhistoriker.
Swinton er ofte berømmet som en af de personer, der har haft størst indflydelse på udviklingen af kampvogne til krigsanvendelse samt for grundlæggelse af betegnelsen "no-mans land", en betegnelse han populariserede under perioden som krigskorrespondent under pseudonymet Eye-Witness. 
Swinton, der var født i Bangalore i den sydlige del af Indien i 1868, blev officer i det britiske ingeniørkorps (Corps of Royal Engineers) i 1888, hvor han gjorde tjeneste i Indien og blev udnævnt til løjtnant (Lieutenant) i 1891.
Senere deltog han som officer i den anden boerkrig i Sydafrika i 1899-1902. På baggrund af sine militærstrategiske overvejelser skrev han efter krigens afslutning den lille bog The Defense of Duffer's Drift , der blev en militær klassiker om militær strategi og taktik for små enheder og anvendes eksempelvis også under af uddannelse af amerikanske officerer .
I årene op til den første verdenskrig fungerede han som stabsofficer og officiel militærhistoriker tilknyttet observationer fra den russisk-japanske krig (1904-05).
Swintons position som højtrangerende stabsofficer med stor strategisk og taktisk erfaring var med til at give hans pres for udviklingen af små kampvogne under første verdenskrig større vægt, skønt udviklingen af kampvogne i virkeligheden allerede var indledt langt tidligere, men opgivet på grund af omfattende tekniske vanskeligheder, især den store vægt som var nødvendig for at sikre tankens modstandsdygtighed, men udviklingen af større og kraftigere motorer og mere fleksible hjulophæng gjorde det muligt at udvikle de første succesrige kampvognstyper under første verdenskrig.
I 1919 trak Swinton sig med rang af generalmajor tilbage fra militæret, hvorefter han et par år fungerede inden for den civile britiske luftfartsstyrelse og det britiske Air Ministry. Derefter fik han i 1922 en direktørpost i Citroën, hvorefter han blev professor i militærhistorie ved Oxford University og Colonel Commandant for det britiske Royal Tank Corps fra 1934-38.